# Bitka kod Isa
Bitka kod Isa (studeni 333. pr. Kr.) odigrala se u južnoj Anatoliji između makedonskog vladara Aleksandra III. i perzijskog velikog kralja Darija III. Kodomana. Nakon što je Aleksandar pobijedio perzijske satrape u Maloj Aziji i nastavio napredovati prema istoku, Darije III. odlučio se osobno obračunati s njim odnosno poslati glavnu perzijsku vojsku. Lokacija bitke nalazi se pokraj antičkog grada Isa, neposredno uz ušće rijeke Pinar kod mediteranske obale, gdje su Perzijanci pokušali presjeći Aleksandrovu opskrbu grčkom mornaricom.

## Bitka
Aleksandar je navodno inzistirao na napredovanju uz obalu kako bi imao vezu s pomorskom opskrbom, a za mjesto bitke odabrao je relativno uski prolaz (širine 500 m) zaštićen strmim brdom, što je trebalo spriječiti Perzijance da napadnu makedonsku vojsku s bokova. Makedonski vladar u početku je odabrao neprijatan teren za mogućnost napada (neravan, trnovit, strm), što je trebalo onemogućiti i opći napad perzijske vojske. Makedonskim desnim bokom zapovjedao je Aleksandar osobno, savezničku tesalijsku konjicu postavio na lijevi bok pod zapovjedništvo Parmeniona, dok je sredinu tvorila klasična makedonska falanga. S druge strane, Darije III. postavio je perzijsku konjicu sa svoje desno krilo, na samo središte redova grčke plaćenike, a oko njih perzijsko pješaštvo. Također, dio pješaštva postavio je i na obronke brda, gdje su trebali zaprijetiti Aleksandrovom desnom krilu. Darije III. zauzeo je poziciju na samoj sredini svojih snaga, gdje je bio zaštićen grčkim hoplitima i osobnom kraljevskom gardom. 
Perzijska konjica je u početku sraza prešla rijeku Pinar i napala Parmeniona odnosno njegovu savezničku konjicu, a on ih je pokušao zadržati sve dok Aleksandar na desnom krilu ponovo ne napravi proboj kroz središte perzijskih redova. Istodobno, makedonsko pješaštvo zajedno s Aleksandrovom elitnom konjicom uspjelo se probiti kroz redove grčkih plaćenika čime je stvorena planirana rupa u perzijskim redovima. Aleksandrova konjica je krenula u direktan napad na Darija III. zbog čega je bio prisiljen na povlačenje. Budući da je perzijska konjica na makedonskom lijevom krilu napredovala, Aleksandrove jedinice su ih napale sa stražnje strane, prilikom čega su se raspali i redovi grčkih plaćenika. Nakon što su uvidjeli kako se perzijski vladar povukao, Perzijanci su napustili svoje položaje i počeli s povlačenjem prilikom kojeg su doživjeli velike gubitke.

## Značaj
Bitka kod Isa označava veliku makedonsku pobjedu, te početak kraja perzijske moći. Bitka je značajna i po tome što perzijska vojska nikada prije kroz dva i pol stoljeća povijesti nije bila poražena u prisutnosti perzijskog vladara.

## Poveznice
- Ahemenidsko Perzijsko Carstvo
- Aleksandar Makedonski
- Darije III.
- Bitka kod Granika
- Bitka kod Gaugamele
- Bitka kod Perzijskih vrata

### Antička djela
- Diodor sa Sicilije: Bibliotheca Historica
- Kvint Kurcije Ruf: Historiae Alexandri Magni
- Plutarh: „Usporedni životopisi - Život Aleksandra Velikog“
- Arijan: Anabasis Alexandri
- Justin: Historiarum Philippicarum - knjiga XLIV

### Moderna djela
- Hans Delbrück: „Povijest umijeća ratovanja“ (History of the Art of War), preveo J. Renfroe Walter, University of Nebraska Press, 4. svezak, 1920.
- Donald W. Engels: „Aleksandar Veliki i logistika makedonske vojske“ (Alexander the Great and the Logistics of the Macedonian Army), Berkeley/Los Angeles/London, 1978.
- John F. C. Fuller: „Zapovjedništvo Aleksandra Velikog“ (The Generalship of Alexander the Great), New Jersey, De Capo Press, 1960.
- Peter Green: „Aleksandar Makedonski: povijesna biografija“ (Alexander of Macedon: A Historical Biography), 1974.
- Martijn Moerbeek: „Bitka kod Isa 333. pr. Kr.“ (The battle of Issus, 333 BC), Universiteit Twente, 1997.
- Guy Rogers: „Aleksandar: dvosmislenost veličine“ (Alexander: The Ambiguity of Greatness), New York, Random House, 2004.
- J. Warry: „Ratovanje u klasičnom svijetu“ (Warfare in the Classical World), 1998.
- Nick Welman: „Glavne bitke i vojska“ (Major battles and Army), Fontys University

## Vanjske poveznice
- Sve o Aleksandru Makedonskom - glavne bitke (Pothos.org)
- Bitka kod Isa (Livius.org)